# 有価証券取引税
有価証券取引税 (ゆうかしょうけんとりひきぜい) は、日本において、かつて有価証券取引税法（昭和28年法律第102号）に基づき課せられた金融取引税である。有価証券の譲渡を課税対象とし、その取引によって利益が生じたかどうかにかかわらず課税された。1953年7月31日に公布された。それ以前は1937年4月～1950年3月に有価証券移転税（昭和12年法律第7号）が存在した。加えて金融取引税として取引所税が1893年～1999年の間は課税されていた。1893年当初は違ったが、1999年の廃止当時は、有価証券に有価証券取引税を課税し、先物取引に取引所税を課税するという形になっていた。
いわゆる金融ビッグバンによる改革の一環として、1999年（平成11年）4月1日をもって、同法は廃止された。廃止の前日における概要は以下の通り。
- 課税の対象 - 有価証券の譲渡（贈与を除く）
- 納税義務者 - 有価証券の譲渡をした者
- 課税標準 - 売買の場合は売買価額、その他の場合は譲渡の時における価額
- 税率 - 譲渡者が証券会社等であるかどうか、および有価証券の種類に応じて、万分の0.5～万分の10[3]

## 税収の推移
財務省の統計を参照（単位:100万円）
- 平成9年度 403,627
- 平成10年度 172,616